# Schelmish
Schelmish was een middeleeuws-folk-rockband uit Bonn Duitsland. De band werd in 1999 opgericht ter gelegenheid van de verjaardag van de moeder van een van de bandleden. Gezongen werd in het Duits, Engels, Frans en oude talen waaronder Latijn.

## Historie
Muzikaal heeft Schelmish haar wortels in de Ierse folk muziek, later neigden ze meer naar middeleeuwse (punk)rock.
Hun eerste cd Von Räubern, Lumpen und anderen Schelmen (van rovers, lompen en andere schelmen) werd uitgegeven in 2000. Op de cd spelen alle leden van de originele line-up mee en is volledig gevuld met traditionele middeleeuwse muziek. Ook op de tweede cd Aequinoctium staan alleen middeleeuwse nummers. De cd is uitgegeven in 2001. Voordat de opnames begonnen verlieten Igerne en Buchanan het ensemble terwijl Balitur de band kwam versterken.
Op Codex Lascivus, de derde cd, uitgegeven in 2002, stonden voor het eerst door de band zelf geschreven nummers. Amsel von Nydeggen (of Filia Irata), Fragor der Schlagfertige, Sakepharus der Schmierenkomödiant en Septimus kwamen bij de band. Morbius, Balitur en Bajonne verlieten Schelmish. Op deze cd is ook het instrument Rotta te horen, dat sindsdien altijd mee op tour gaat.
De line-up van de vierde cd Tempus mutatur uit 2003 was dezelfde als op Codex Lascivus behalve dat Septimus niet meer meespeelde. De cd bevat een bonus track met daarop voor het eerst een elektrische gitaar en een elektrische bas. Michael Rhein van In Extremo was gastzanger voor Veris Dulcis en Le pôvre Villon.
Na vier studioalbums nam Schelmish de maxisingle Si salvas me op. Ze bevat drie versies van Si salvas me, de hymne van het Satzvey kasteel in Mechernich, plus nog een andere track. Deze maxi uit 2003 was een preview voor de daarop volgende studioalbum Igni Gena, waar het nummer Si salvas me ook op te horen valt. Sinds deze opname is Luzi das L lid van Schelmish terwijl Baccata vanwege gezondheidsredenen afscheid nam.
Op vijfde cd Igni Gena uit 2004 liet de band een duidelijk ander geluid horen dan op de voorgaande cd's. Michael Rhein van In Extremo trad weer op als gast zanger. De cd bevat ook een vermiddeleeuwste versie van het nummer Ring of Fire van Johnny Cash, opgenomen met middeleeuwse instrumenten en met de vocals van Dextro.
In 2005 vervulde Schelmish een wens van fans door een livealbum op te nemen, Schelmish - Live. Het bevat de volledige live opname van het concert dat Schelmish gaf op 29 januari 2005 in de Kulturfabrik in Krefeld. De Rote Füchsin (de rode vossin) van Filia Irata trad op als gastmuzikante terwijl Amsel von Nydeggen geen onderdeel meer uitmaakte van de band.
Twee maanden later kwam de eerste dvd uit, Coetus. Naast delen van de show in de Kulturfabrik in Krefeld bevat het ook materiaal van andere shows, twee video's van nummers van het daarop volgende album Mente Capti, als enkele interviews, cd previews, foto's, Easter eggs en een film over Schelmish. De dvd wordt gezien als het afscheidsproject van Amsel von Nydeggen. Zij is nog aanwezig in de oudere shows die op de dvd staan. Maar ook Die Rote Füchsin of Filia Irata staat op de dvd.
Het zesde studiealbum dat uitkwam  in juli 2006 was getiteld Mente Capti. Voor de eerste keer sinds Codex Lascivus bestond de band uit acht leden want gitarist Marquis de Guis en de bassist Naj O, der Reine, (later vervangen door Johannes, der Säufer) vulden de groep aan. Terwijl de voorgaande albums bijna exclusief met middeleeuwse instrumenten waren opgenomen, werd voor Mente Capti vooral gebruikgemaakt van het moderne rockinstrumentarium.
Begin 2007 verliet Sakepharus de band om zich meer te kunnen concentreren op zijn familie. Zijn vertrek was al aangekondigd en op hetzelfde moment werden Dschieses en Picus lid van Schelmish. Ook Johannes der Säufer verliet dat jaar de band. Hij werd vervangen door Sideribus Illustris op de bas.
Op 19 oktober 2007 kwam het zevende album Wir werden sehen uit en een tour werd begonnen. In september was Moor al uitgegeven als single, met daarop twee albumtracks en twee extra nummers. Begin 2008 verlieten Dschieses en Sideribus vanwege tijdsredenen. Zij werden opgevolgd door Samtron op de drum en Alexis de la Vega op bas. Na een periode van bijna zeven jaar verliet ook Fragor het ensemble in april 2008. In april 2008 trad de band op in Nederland ter gelegenheid van de Elf Fantasy Fair in Haarzuilens. In 2009 trad Schelmish op tijdens het M'era Luna festival in Hildesheim Duitsland.
Eind 2012 hield de band in naam op te bestaan, en ging het verder als InVictus. Omdat de stijl van InVictus te veel bleef lijken op die van Schelmish werd in 2015 besloten om InVictus ook op te heffen en een compleet nieuwe band te beginnen genaamd Floatiz.

## Discografie

### Albums
- 2000: Von Räubern, Lumpen und anderen Schelmen
- 2001: Aequinoctium
- 2002: Codex Lascivus
- 2003: Tempus Mutatur
- 2004: Igni Gena
- 2005: Schelmish Live (Live-cd)
- 2006: Mente Capti
- 2007: Wir werden sehen
- 2009: Die Hässlichen Kinder
- 2010: Persona Non Grata

### Maxi-Singles
- 2003: Si salvas me (Hymne der Burg Satzvey)
- 2007: Moor

### Dvd's
- 2005: Coetus